# 곳쿤

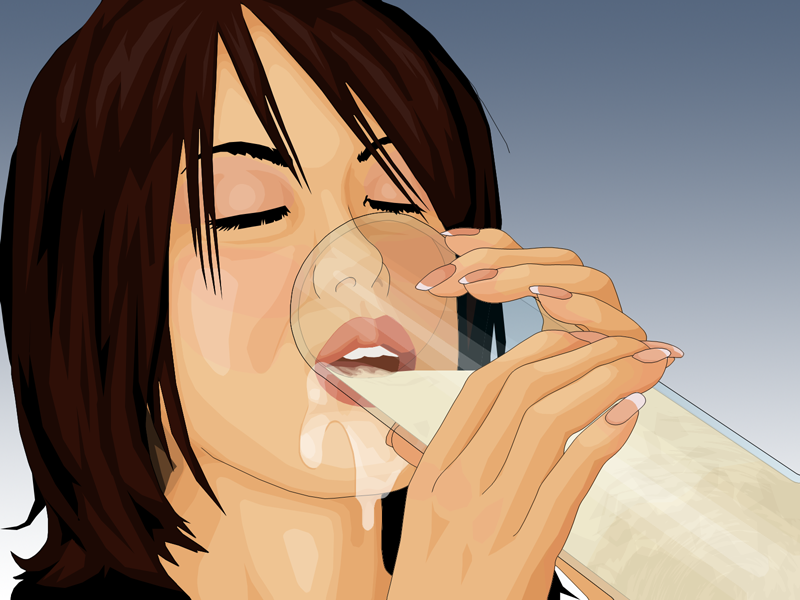

곳쿤(일본어: ごっくん)은 정액을 마시는 행위를 의미한다.

## 개요
남성이 구강 성교를 하고 입안 사정된 정액을 직접 마시거나 컵, 양동이 등의 용기에 정액을 모아 마실 수도 있다. 또한 콘돔이나 질 안에 사정한 정액을 빼내어 마실 수 있다.

## 같이 보기
- 붓카케
- 얼굴 사정
- 체외 사정